# Montagny FR
| FR ist das Kürzel für den Kanton Freiburg in der Schweiz. Es wird verwendet, um Verwechslungen mit anderen Einträgen des Namens Montagny zu vermeiden. |

Montagny ist eine politische Gemeinde im Distrikt Broye des Kantons Freiburg in der Schweiz. Der frühere deutsche Name Montenach wird heute nicht mehr verwendet. Montagny ging am 1. Januar 2000 aus der Fusion der vorher selbständigen Gemeinden Montagny-la-Ville (Freiburger Patois Montanyi la Velâⓘ) und  Montagny-les-Monts (Freiburger Patois Montanyi lè Monⓘ) hervor. Mit Wirkung auf den 1. Januar 2004 wurde Mannens-Grandsivaz eingemeindet. Die Gemeindeverwaltung befindet sich in Montagny-la-Ville.

## Geographie
Montagny liegt etwa zwischen 500 und 650 Meter hoch (Montagny-les-Monts 563 m ü. M.), 4 Kilometer Luftlinie ostsüdöstlich von Payerne. Das Haufendorf erstreckt sich auf einem Geländevorsprung über dem Tal der Arbogne, die hier in die Molasseschichten des Hügellandes eingeschnitten ist, im nordwestlichen Freiburger Mittelland.
Die Fläche des 17,5 km² grossen Gemeindegebiets umfasst einen Abschnitt des Molassehügellandes im Freiburger Mittelland. Das Gebiet wird von der Arbogne von Südosten nach Nordwesten in einem tiefen Tal durchflossen, das meist nur eine sehr schmale Talniederung besitzt. Erst kurz vor dem Austritt in die Broyeebene weitet sich das Tal unterhalb von Cousset zu einer breiten Mulde.
Östlich der Arbogne (Gebiet der ehemaligen Gemeinde Montagny-la-Ville, rund 4,9 km²) reicht der Gemeindeboden auf die Wiesenhöhe Fin de Longemalle (612 m ü. M.), die im Norden durch den Bach Ruisseau du Creux begrenzt ist. Es umfasst auch das dicht bewaldete Erosionstal des Ruisseau des Chaudeires (rechter Seitenbach der Arbogne), flankiert von den Wäldern La Bandeire (mit 667 m ü. M. der höchste Punkt von Montagny) im Norden und Forêt de Berley im Süden.
Westlich der Arbogne (Gebiet der ehemaligen Gemeinde Montagny-les-Monts, rund 7,5 km²) befinden sich die Mulde Bas du Champ bei Villarey, die Waldhöhe Bois Girard (658 m ü. M.) und das Plateau von Montagny-les-Monts. Eingefasst durch einen grossen Bogen der Arbogne und das Tälchen ihres linken Seitenbachs Ruisseau des Pelons erstreckt sich der Wald Chanéaz und die beiden Weiher Étangs des Gours. Auch die gänzlich vom Kantonsgebiet der Waadt umschlossene Exklave Tours am rechten Talhang der Arbogne gehört zu Montagny.
Nach Süden erstreckt sich der Gemeindeboden über die Höhen Carro des Planches (658 m ü. M.) und das Plateau von Grandsivaz bis an den Hang der Geländekuppe Grande Fin. Die Arbogne bildet dabei die südöstliche Grenze. Von der Gemeindefläche entfielen 1997 8 % auf Siedlungen, 33 % auf Wald und Gehölze, 58 % auf Landwirtschaft, und etwas weniger als 1 % war unproduktives Land.
Montagny besteht aus sechs Dörfern und mehreren Weilern, daneben gehören auch einige Einzelhöfe zur Gemeinde.
- Montagny-les-Monts (250 Einwohner), deutsch früher Montenach-Berg und Ober-Montenach: 563 m ü. M., auf dem Plateau westlich der Arbogne und am Osthang des Bois Girard
- Montagny-la-Ville (437 Einwohner), deutsch früher Montenach-Stadt oder lediglich Montenach: 560 m ü. M., auf dem Plateau östlich der Arbogne und am Südhang des Fin de Longemalle
- Cousset (520 Einwohner), Sitz der Gemeindeverwaltung: 485 m ü. M., in der breiten Talmulde westlich der Arbogne am Nordfuss des Bois Girard
- Mannens: 645 m ü. M., auf einem Hochplateau über dem Tal des Ruisseau des Pelons
- Grandsivaz: 624 m ü. M., auf dem Molasseplateau westlich der Arbogne
- Villarey (66 Einwohner): 500 m ü. M., am Nordwesthang des Bois Girard
- Tours (5 Einwohner): 472 m ü. M., in einer Exklave am östlichen Talhang der Arbogne
- Les Arbognes (34 Einwohner): 494 m ü. M., an der Arbogne auf dem Talboden zwischen Montagny-les-Monts und Montagny-la-Ville
- Le Grabou (10 Einwohner): 565 m ü. M., am Ruisseau des Pelons am Rand des Waldes Chanéaz

Nachbargemeinden von Montagny sind Belmont-Broye, Grolley-Ponthaux, Prez und Torny im Kanton Freiburg sowie Payerne und Corcelles-près-Payerne im Kanton Waadt.

Luftbild von Montagny-les-Monts (1964)

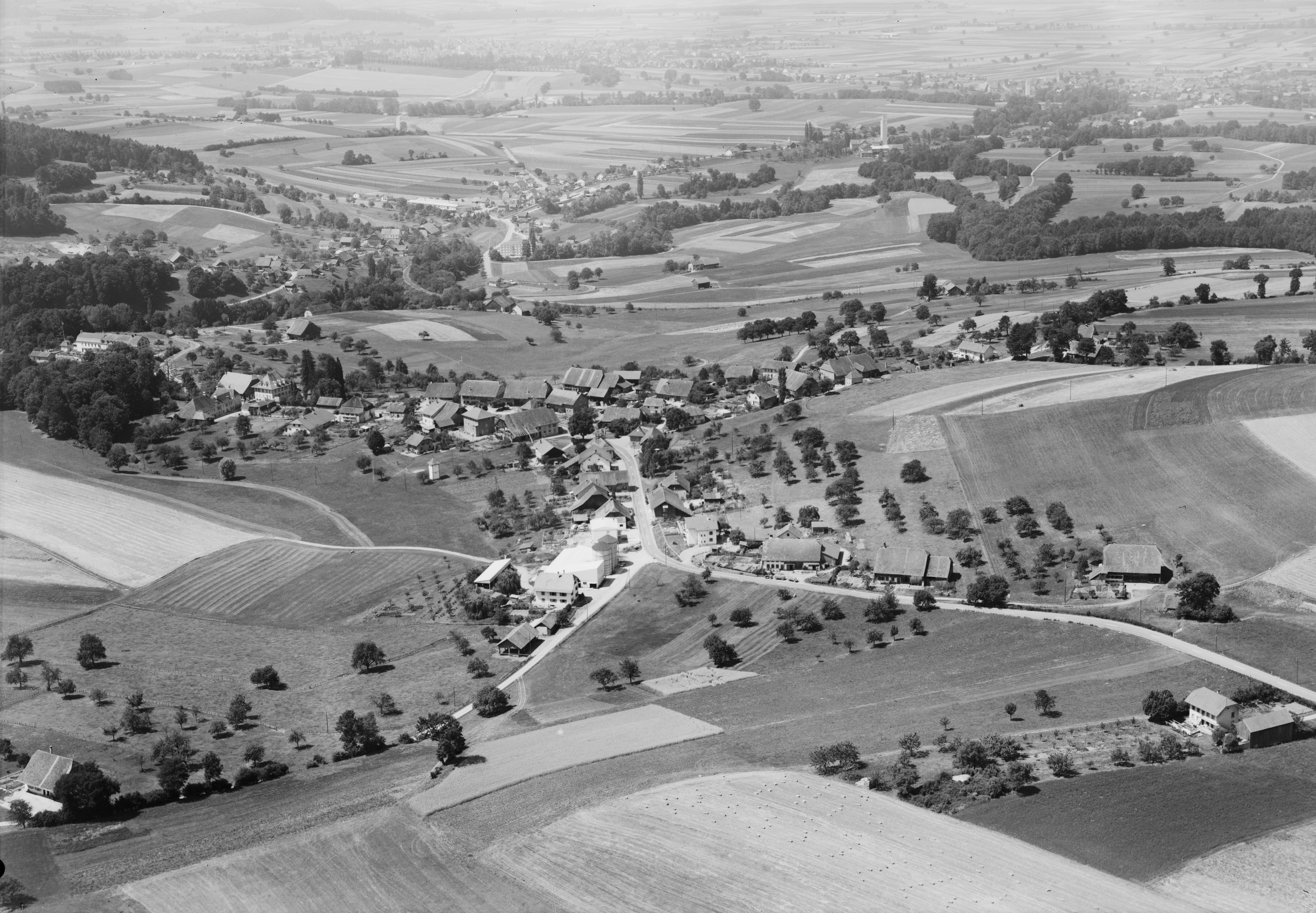
Luftbild von Montagny-la-Ville (1964)

## Bevölkerung
Mit 3017 Einwohnern (Stand 31. Dezember 2023) gehört Montagny zu den mittelgrossen Gemeinden des Kantons Freiburg. Von den Bewohnern sind 91,0 % französischsprachig, 5,1 % deutschsprachig, und 1,4 % sprechen Portugiesisch (Stand 2000). Die Bevölkerungszahl von Montagny belief sich 1850 auf 1214 Einwohner, 1900 auf 1504 Einwohner. Bis 1930 stieg die Bevölkerung weiter auf 1705 Einwohner an. Danach wurde durch starke Abwanderung ein Rückgang um fast 20 % auf 1388 Einwohner (1960) verzeichnet. Seither wurde wieder ein deutliches Bevölkerungswachstum beobachtet.

## Wirtschaft
Montagny war bis in die zweite Hälfte des 20. Jahrhunderts ein vorwiegend durch die Landwirtschaft geprägtes Dorf. Früher wurde die Wasserkraft der Arbogne zum Antrieb von Mühlen und Sägereien benutzt. Noch heute haben der Ackerbau, der Obstbau sowie die Milchwirtschaft und die Viehzucht einen wichtigen Stellenwert in der Erwerbsstruktur der Bevölkerung.
Weitere Arbeitsplätze sind im lokalen Kleingewerbe und im Dienstleistungssektor vorhanden. Seit Mitte des 20. Jahrhunderts haben sich einige Unternehmen in Montagny niedergelassen. Die Gewerbezonen befinden sich überwiegend in Cousset und im Tal der Arbogne. Heute sind in der Gemeinde Betriebe des Bau- und Transportgewerbes, des Metallbaus, der Informationstechnologie sowie eine Getreidemühle und eine Sägerei vertreten. In den letzten Jahrzehnten hat sich Montagny dank seiner attraktiven Lage auch zu einer Wohngemeinde entwickelt. Neue Wohnzonen befinden sich in Montagny-la-Ville und in Montagny-les-Monts sowie in Mannens-Grandsivaz. Zahlreiche Erwerbstätige sind deshalb Wegpendler, die hauptsächlich in den Regionen Freiburg und Payerne arbeiten.

## Verkehr
Die Gemeinde ist verkehrsmässig recht gut erschlossen. Sie liegt an der Hauptstrasse von Freiburg nach Payerne. Am 25. August 1876 wurde die Eisenbahnlinie von Freiburg nach Payerne mit einem Bahnhof in Cousset in Betrieb genommen. Für die Feinverteilung im öffentlichen Verkehr sorgt eine Postautolinie, die vom Bahnhof Cousset aus sämtliche zur Gemeinde Montagny gehörenden Dörfer (ausser Villarey) bedient.

## Geschichte
Das Gemeindegebiet von Montagny war schon sehr früh besiedelt, was durch den Fund eines Tumulus aus der Bronzezeit nachgewiesen werden konnte. Auch aus der Römerzeit sind einzelne Siedlungsspuren vorhanden.
Die ersten urkundlichen Erwähnungen des Ortes erfolgten im 12. Jahrhundert unter den Namen Montaniacus, Montagniacus, Montaniei und Montanie. Später wurde zwischen zwei Ortschaften unterschieden: Montagnie li villa, Montagnye (1320), Montagniacum la villa (1430) gegenüber Montagnye le Mont (1480).
Montagny wurde 1127 von den Herzögen von Zähringen gegründet. Daraus entwickelte sich spätestens 1146 eine Herrschaft, die Mitte des 13. Jahrhunderts in den Einflussbereich der Grafen von Savoyen kam. Unter Peter II. von Savoyen wurde das Städtchen Montagny befestigt und ausgebaut; es besass damals fünf Strassen und zählte bis zu 500 Einwohner. Das Hoheitsgebiet der Herren von Montagny hatte sich mittlerweile zu einer bedeutenden Herrschaft ausgedehnt. Neben den heute zu Montagny zählenden Ortschaften gehörten auch Domdidier, Dompierre, Russy, Lovens und Gletterens dazu sowie eine Reihe verstreuter Besitze in der weiteren Umgebung, am Mont Vully sowie am Genfersee. In der ersten Hälfte des 14. Jahrhunderts hatte die Herrschaft ihre Blütezeit. Montagny war damals ein wichtiges politisches Zentrum, das sich hauptsächlich auf die Landwirtschaft stützte, weil sich Handwerk und Handel infolge der Nähe zu den Städten Freiburg und Payerne nicht entfalten konnten.
Ab etwa 1350 kam es immer wieder zu Spannungen mit den Herren von Freiburg, die ihre Macht nach Westen auszudehnen versuchten. An Weihnachten des Jahres 1447 wurde Montagny im Krieg der Freiburger gegen die Savoyer zerstört, wobei das Schloss nahezu unbeschädigt blieb. In der Folgezeit wurde das Städtchen unter den Savoyern wieder aufgebaut und mit weitgehenden Freiheiten ausgestattet, was zu einer neuen Blütezeit von Montagny führte, das jetzt rund 700 Einwohner zählte.
Nach den Burgunderkriegen kaufte Freiburg die Herrschaft Montagny im Jahr 1478 und wandelte sie zu einer Vogtei um. Nur wenig später erlosch das Geschlecht der Herren von Montagny im Jahr 1491. Durch eine Feuersbrunst wurden 1504 die Stadt und das Schloss zerstört. Der Ort wurde danach zwar wieder aufgebaut, erlangte aber nie mehr die Bedeutung, die er vor dem Brand hatte. Das Schloss war Residenz des von Freiburg eingesetzten Vogtes. Zur Vogtei Montagny gehörten das Gebiet von Middes im Süden bis Saint-Aubin im Norden sowie die Exklave Gletterens.
Die Kirche Notre-Dame de Tours am östlichen Talhang der Arbogne war im 15. Jahrhundert ein wichtiger Wallfahrtsort und Pfarrkirche von Montagny. Nachdem Bern im Jahr 1536 das Waadtland erobert und hier die Reformation eingeführt hatte, wurde in einem Vertrag zwischen Bern und Freiburg geregelt, dass Tours katholisch bleibe und als kleine Exklave, die nur gerade die Kirche, das Pfarrhaus und einen Hof umfasste, an Montagny kam.
Nach dem Zusammenbruch des Ancien Régime (1798) bildete Montagny mit seiner Umgebung während der Helvetik und der darauffolgenden Zeit den Bezirk Montagny, bevor es 1848 in den Bezirk Broye eingegliedert wurde. Das Schloss, das bereits um 1800 nicht mehr in gutem Zustand war, wurde anschliessend dem Zerfall preisgegeben und war wenige Jahrzehnte später nur noch eine Ruine.
Mit Wirkung auf den 1. Januar 2000 wurden die beiden eigenständigen Gemeinden Montagny-les-Monts und Montagny-la-Ville zusammengeschlossen. Im Rahmen der vom Kanton Freiburg geförderten Gemeindefusionen wurde auf den 1. Januar 2004 auch die Gemeinde Mannens-Grandsivaz nach Montagny eingemeindet.

## Sehenswürdigkeiten

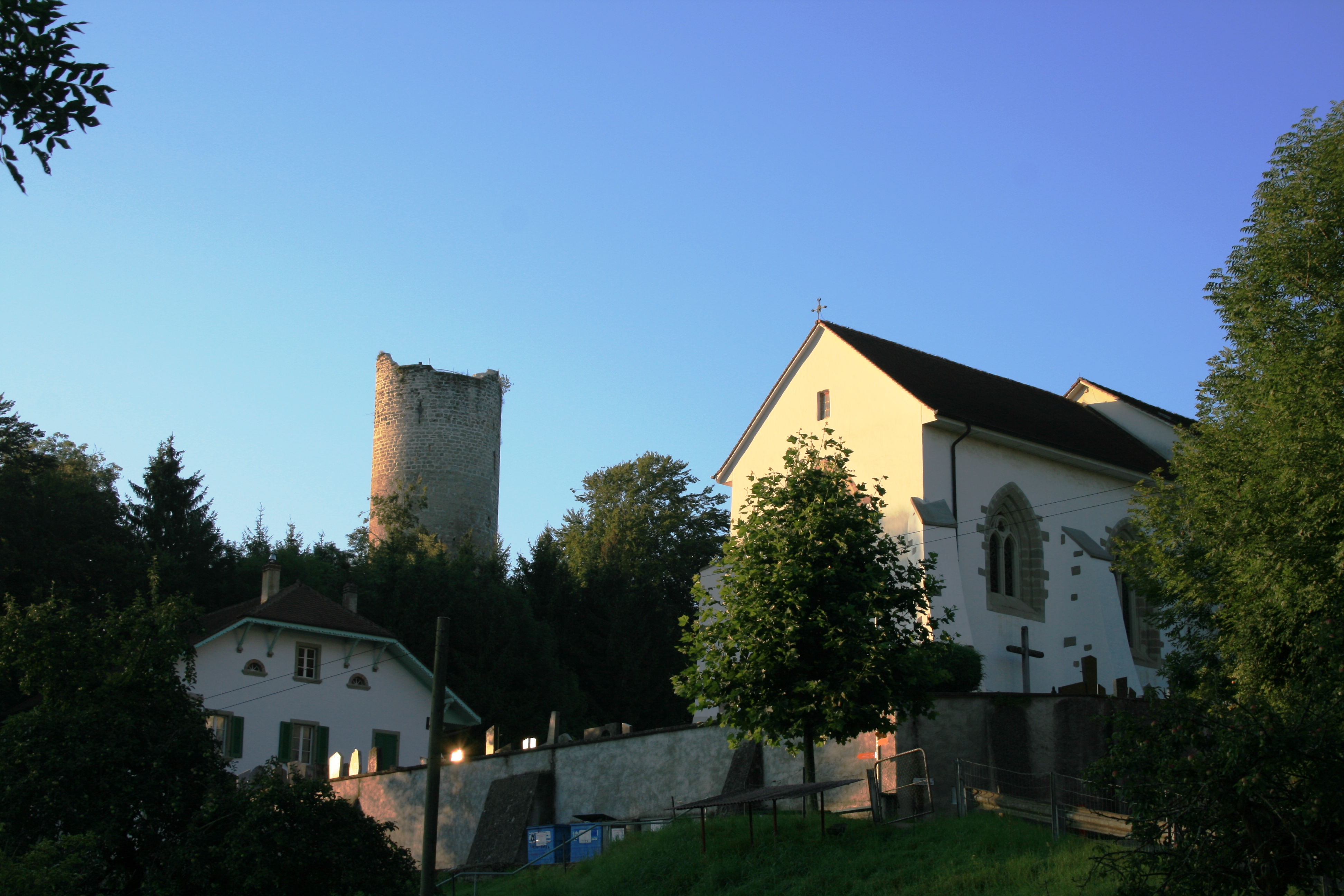
Montagny-les-Monts

Vom ehemaligen Schloss der Herren von Montagny ist heute nur noch der runde Wohnturm aus dem 13. Jahrhundert erhalten. Er wurde 1996 restauriert, mit einer Treppe ausgestattet und dient heute als Aussichtsturm. Die einstigen Ausmasse des Schlosses sind noch anhand einiger Mauerreste erkennbar. Von der ehemaligen Stadtanlage ist nichts mehr sichtbar.
Die katholische Kirche de l’Immaculée Conception wurde 1760 erbaut und 1926 vergrössert. Den ältesten Teil des einschiffigen Gotteshauses stellt aber der Chor aus dem 14. Jahrhundert dar, der von der ehemaligen Schlosskapelle integriert wurde. Im Chor sind Wandmalereien von 1500 und aus dem 17. Jahrhundert erhalten. Die Wallfahrtskirche von Tours wurde 1780 neu erbaut und 1946 umfassend restauriert. Sie enthält eine Muttergottesstatue aus dem 14. Jahrhundert.